# Лоренсберг (Индиана)
Лоренсберг (англ. Lawrenceburg) — крупнейший город и административный центр округа Дирборн в штате Индиана в Соединённых Штатах Америки.
Согласно данным переписи населения США 2020 года число жителей города 
составляло 5129 человек, что, для такого небольшого населённого пункта, заметно больше (+ 1.7%), чем было во время предыдущей переписи проводившейся в 2010 году (5042 человек).

## История
Основанный в 1802 году, Лоуренсберг был назван в честь девичьей фамилии жены основателя Сэмюэля С. Вэнса.
В XIX веке Лоуренсберг являлся важным торговым портом на реке Огайо.
Несколько архитектурных объектов города включены в Национальный реестр исторических мест США.

## География
Город Лоуренсбург расположен в долине реки Огайо и вдоль её берегов. 
Согласно данным Бюро переписи населения США от 2010 года, Лоуренсберг имеет общую площадь 5,21 квадратных мили (13,49 км2), из которых 4,94 квадратных мили (12,79 км2 или 94,82%) — это суша и 0,27 квадратных мили (0,70 км2 или 5,18%) занимает водная поверхность.